# Wojciech Kowalewski
Wojciech Kowalewski (Białystok, 11 de maio de 1977) é um ex-futebolista polonês que atuava como goleiro.

## Carreira
Revelado no Wigry Suwałki, Kowalewski assinou com o Legia Varsóvia em 1997, mas jogou apenas uma partida pelo clube em 3 temporadas. Passou também pelo Dyskobolia Grodzisk antes de voltar ao Legia em 2001, desta vez atuando em 16 jogos e vencendo o Campeonato Polonês e a Copa da Liga de 2001–02. Em seu país, defendeu ainda o Korona Kielce na temporada 2007–08.
Fora da Polônia, o goleiro atuou por Shakhtar Donetsk (onde foi campeão ucraniano e da Copa da Ucrânia), Spartak Moscou, Iraklis, Sibir Novosibirsk e Anorthosis Famagusta, tendo feito apenas 1 partida pela equipe cipriota antes de anunciar sua aposentadoria em fevereiro de 2012, aos 34 anos. Pelo Shakhtar, foi campeão ucraniano e da Copa da Ucrânia em 2001–02.

## Seleção Polonesa
Estreou na Seleção Polonesa em fevereiro de 2002, num amistoso contra as Ilhas Faroe, mas não foi lembrado para Mundo de Copa do Mundo sediada no Japão e na Coreia do Sul, e também ficou de fora da lista de convocados para a edição de 2006. Convocado para a Eurocopa de 2008 para o lugar do lesionado Tomasz Kuszczak, foi reserva de Artur Boruc na competição e não entrou em campo.
Kowalewski voltaria a jogar uma partida pela Polônia em outubro de 2009, na derrota por 2 a 0 para a Reoública Checa, em partida válida pelas eliminatórias da Copa de 2010, que foi também a última do goleiro pela seleção.

## Estatísticas internacionais
| Seleção | Ano   | Partidas | Gols sofridos | Clean sheets |
| ------- | ----- | -------- | ------------- | ------------ |
| Polônia | 2002  | 3        | 0             | 3            |
| Polônia | 2003  | 0        | 0             | 0            |
| Polônia | 2004  | 1        | 0             | 1            |
| Polônia | 2005  | 2        | 3             | 0            |
| Polônia | 2006  | 3        | 2             | 1            |
| Polônia | 2007  | 1        | 0             | 1            |
| Polônia | 2008  | 0        | 0             | 0            |
| Polônia | 2009  | 1        | 2             | 0            |
| Total   | Total | 11       | 7             | 6            |

## Títulos
Legia Varsóvia
- Campeonato Polonês: 2001–02
- Copa da Liga Polonesa: 2001–02

Shakhtar Donetsk
- Campeonato Ucraniano: 2001–02
- Copa da Ucrânia: 2001–02